# Saskia Mulder
Saskia Mulder (Den Haag, 18 mei 1973) is een Nederlands actrice en schrijfster. Ze is de jongere zus van fotomodel Karen Mulder.
Saskia Mulder speelt zowel in Nederlandse als Franse soapseries diverse rollen. In 2005 had ze een hoofdrol in de Britse thriller The Descent van Neil Marshall. De romans die ze schrijft zijn fictie, maar doen autobiografisch aan.

## Filmografie
- Les deux papas et la maman (1996)
- Jonathan Creek (1997)
- Navarro (1997)
- An unsuitable job for a woman (1997)
- Déjà mort (1998)
- Bimboland (1998)
- The beach (2000)
- Costa! (2002)
- The book group (2002-2003)
- Onderweg naar Morgen (2003)
- Coupling (2004)
- The Descent (2005)
- Van Speijk (2006)
- Eigenheimers (2006)
- Holby city (2006)
- The Descent: Part 2 (2009)